# Newcastle Falcons
O Newcastle Falcons é um time profissional de rugby da cidade de Newcastle na Inglaterra.

## Títulos
- Guinness Premiership - (1) 1997-98